# 와타나베 가즈마
와타나베 가즈마(일본어: 渡邉 千真, 1986년 8월 10일 ~ )는 일본의 축구 선수이자, 현재 J2리그 마쓰모토 야마가 FC에서 뛰고 있다.

## 구단 경력
그는 2009년부터 2023년까지 J리그의 요코하마 F. 마리노스, FC 도쿄, 비셀 고베, 감바 오사카, 요코하마 FC, 마쓰모토 야마가 FC에서 활동하였다.

## 국가대표팀 경력
그는 2010년 AFC 아시안컵 예선에 참가할 일본 국가대표팀에 발탁되었으며, 1월 6일 예멘와의 경기에서 데뷔했다.

## 통계
| 일본 | 일본 | 일본 |
| 연도 | 출전 | 득점 |
| ---- | ---- | ---- |
| 2010 | 1    | 0    |
| 통산 | 1    | 0    |